# Dillon (Colorado)
Dillon è un centro abitato (town) degli Stati Uniti d'America, situato nella contea di Summit dello Stato del Colorado. Nel censimento del 2010 la popolazione era di 904 abitanti.

## Geografia fisica
Secondo i rilevamenti dell'United States Census Bureau, Dillon si estende su una superficie di 6,2 km².